# Селиште (Арад)
Селиште (рум. Seliște) насеље је у Румунији у округу Арад у општини Петриш. Oпштина се налази на надморској висини од 163 m.

## Становништво
Према подацима из 2002. године у насељу је живело 146 становника, од којих су сви румунске националности.